# Raionul Krîjopil, Vinnița
Krîjopil (în ucraineană Крижопільський район, transliterat: Krîjopilskîi raion) este un raion în regiunea Vinnița, Ucraina. Reședința sa este așezarea de tip urban Krîjopil.

## Demografie
Componența lingvistică a raionului Krîjopil
     Ucraineană (98,78%)
     Alte limbi (1,15%)
Conform recensământului din 2001, majoritatea populației raionului Krîjopil era vorbitoare de ucraineană (98,78%), existând în minoritate și vorbitori de alte limbi.